# Želary
Pour plus de détails, voir Fiche technique et Distribution.
Želary est un film tchèque réalisé par Ondřej Trojan, sorti en 2003. 
Le film fut nommé à l'Oscar du meilleur film en langue étrangère.

## Synopsis
Le film raconte l'histoire d'Eliška, une jeune femme, pendant l'Occupation des années 1940. Eliška est un médecin qui n'a pu finir ses études et est membre de la Résistance. Elle est contrainte de se cacher dans les montagnes dans le village reculé de Želary...

## Fiche technique
- Titre : Želary
- Réalisation : Ondřej Trojan
- Scénario : Petr Jarchovský d'après le roman Jozova Hanule de Květa Legátová
- Production : Pavel Borovan, Manfred Fritsch, Danny Krausz, Jaroslav Kucera, Milan Kuchynka, Kurt Stocker, Ondřej Trojan, Helena Uldrichová et Marian Urban
- Musique : Petr Ostrouchov
- Pays d'origine : République tchèque
- Genre : drame
- Durée : 150 minutes
- Date de sortie : 2003

## Distribution
- Anna Geislerová : Eliska / Hana
- György Cserhalmi : Joza
- Jaroslava Adamová : Lucka
- Miroslav Donutil : prêtre
- Iva Bittová : Zena
- Jana Olhová : Juliska Jurigová